# Frei Leão de São Tomás
Frei Leão de São Tomás (1574 - 1651) foi Abade Geral do Mosteiro Beneditino de Tibães, tendo sido ele a dar início à construção da igreja, em 1626/1629, e que viria a terminar-se em 1661. Foi autor de uma Benedictina Lusitana, que constitui um importante documento para a historiografia da Ordem Beneditina em Portugal.